# آغنيس من أقطانية (ملكة قشتالة)
أغنيس من أقطانية أو أغنيس الأقطانية أو أغنيس من بواتو (1059 – 6 يونيو 1078 م) كانت ملكة ليون وقشتالة بزواجها من ألفونسو السادس، وتعتبر أيضًا زوجته الأولى.

## الأسرة
السجلات المعاصرة تضع أغنيس كأخت ويليام الثامن دوق أقطانية وزوجته الثانية ماتيلدا، ولكن مخارج هذه السجلات غير مؤكدة، حيث ربما يتم الخلط بينها وبين أختها غير الشقيقة أغنيس التي حملت هي الأخرى نفس الاسم، وأيضا يعتقد أنها أخت الملكة بياتريس أخر زوجات ألفونسو السادس.